# Gustav Pfizer

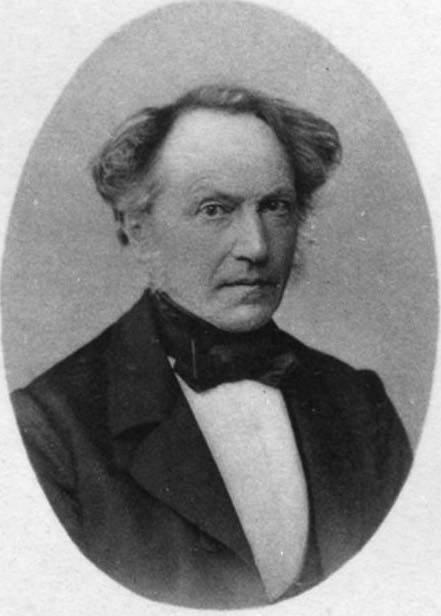
Porträt von Gustav Pfizer

Gustav Pfizer (* 29. Juli 1807 in Stuttgart; † 19. Juli 1890 ebenda) war ein deutscher Autor und Übersetzer und seit 1838 Redakteur des Morgenblatts für gebildete Stände. Er ist der Schwäbischen Dichterschule zuzurechnen.

## Leben
Pfizer stammte aus einer Juristenfamilie; sein Vater war Direktor des Stuttgarter Obertribunals, sein älterer Bruder Paul Pfizer wurde Kultusminister und ein einflussreicher Publizist. Pfizer besuchte in Stuttgart ein Gymnasium und wechselte dann an das theologische Seminar in Blaubeuren. Er studierte 1825 bis 1830 in Tübingen Theologie und Philosophie, wo er 1825 Mitglied der Burschenschaft Germania Tübingen wurde. Dann arbeitete er als Repetent am Tübinger Stift und wurde 1846 Literaturlehrer an einem Stuttgarter Gymnasium. In dieser Position verblieb er bis 1872. 1849 wurde er außerdem Mitglied der Ersten Verfassungrevidierenden Landesversammlung Württembergs.
Nach seinem Tod 1890 wurde Gustav Pfizer auf dem Stuttgarter Pragfriedhof beigesetzt.
Sein Urenkel war der langjährige Ulmer Oberbürgermeister Theodor Pfizer (1904–1992).

## Schriftstellerische Tätigkeit
1831 kam sein erster Gedichtband in Stuttgart heraus; dieser Gedichtband gilt als die erste Veröffentlichung Pfizers. Auch 1835 veröffentlichte er, nach einer Italienreise, Gedichte von Gustav Pfizer im Verlag von Paul Reff in Stuttgart; um 1850 kam ein weiterer Gedichtband in Meyers Groschen-Bibliothek der Klassiker für alle Stände (Band 252) heraus.
Pfizer profitierte von der Vorliebe seiner Zeit für ausländische Autoren und wurde deshalb von seinem Zeitgenossen Gutzkow als Übersetzungsmaschiene [sic!] diffamiert. Ab 1836 gehörte er zur Redaktion der Blätter zur Kunde der Literatur des Auslandes. 1835 bis 1839 übersetzte er die Werke Lord Byrons; 1840 erschien seine Übersetzung von Edward Bulwer Lyttons Pelham, 1841 kamen unter anderem seine Übersetzungen von Bulwer Lyttons Romanen Clifford, Rienzi, der letzte Tribun, Alice und Nacht und Morgen heraus. Die deutsche Ausgabe der Werke Bulwer Lyttons, an der Pfizer in großem Umfang beteiligt war, umfasste schließlich 150 Bände. 1842 wurde seine Übersetzung von James Fenimore Coopers Wildtöter gedruckt.
In Zusammenarbeit mit Julius Schnorr von Carolsfeld entstand der Band Die Nibelungen, der 1843 herauskam und in neuerer Zeit wieder aufgelegt wurde. In den Jahren 1848 und 1849 verfasste Pfizer mindestens zwei Flugschriften: Weder jetzt das Direktorium, noch das Habsburg’sche Kaiserthum später! (1849) und Die Linke in Frankfurt und ihr Märzverein. Veröffentlichung des Vaterländischen Vereins zu Stuttgart (1848). Zu seinen Spätwerken gehört Gereimte Räthsel aus dem Deutschen Reich; diese Sammlung teils politischer, teils eher scherzhafter Texte entstand in den Jahren 1871 bis 1876. Seinen pädagogischen Neigungen entsprechend schrieb er mehrere Werke für die Jugend: Geschichte Alexanders des Großen, Geschichte der Griechen für die reifere Jugend und Martin Luthers Leben. Ferner veröffentlichte er die Abhandlung Schillers Lebensgenius und Dichterschicksale.

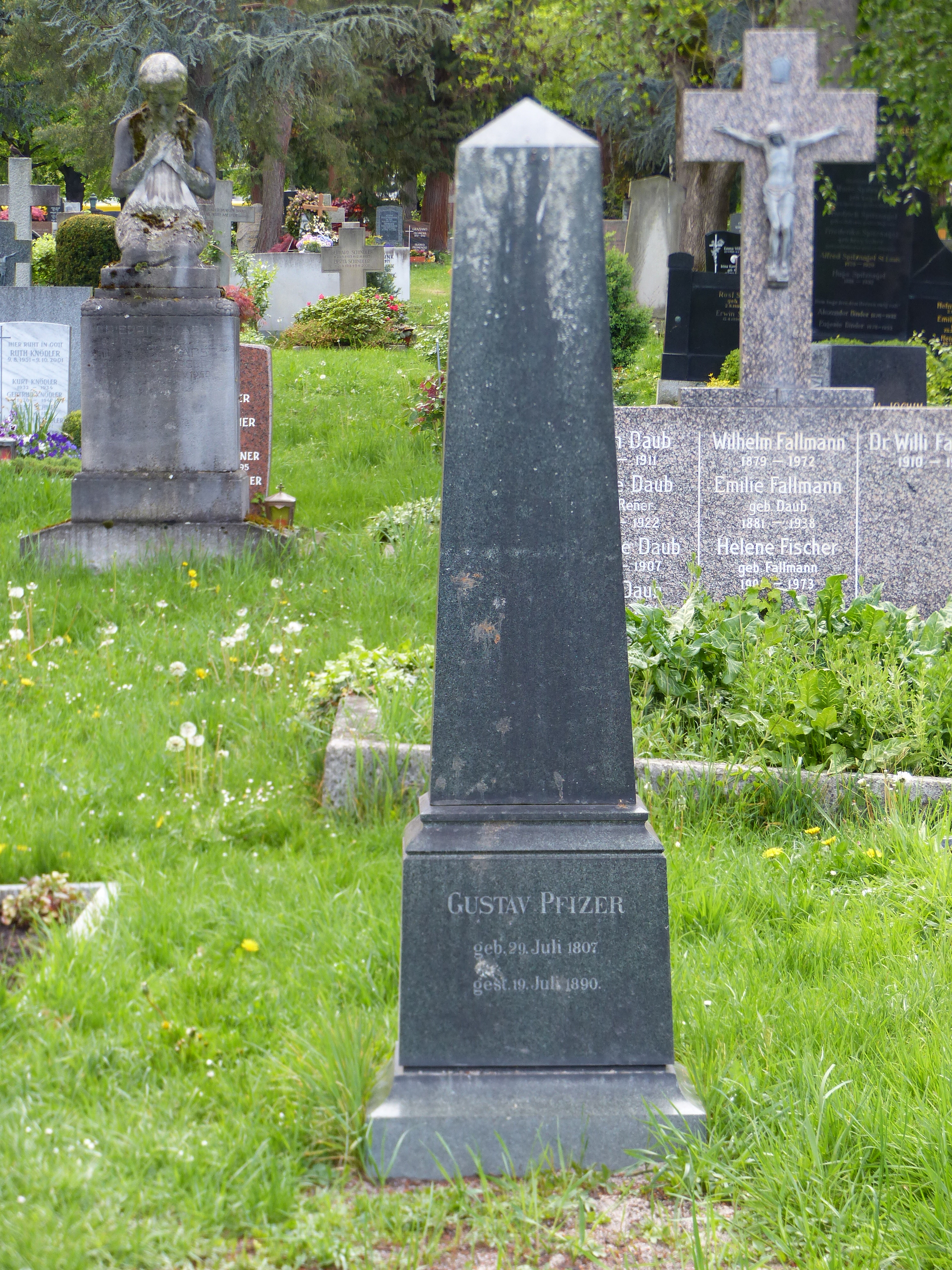
Grabstein auf dem Stuttgarter Pragfriedhof

Auch als Kritiker betätigte sich Pfizer. 1837 schrieb er die Betrachtung Uhland und Rückert, und vor allem mit der Absage an Heinrich Heine in der Deutschen Vierteljahresschrift zog er sich dessen Zorn zu.
In seinem Schwabenspiegel übte Heine, der mit dem schwäbischen Dichterkreis überhaupt verfeindet war, 1838 herbe Kritik an Pfizer, den er, wie auch in seinem Tierepos Atta Troll, als unfähigen Anfänger darstellte. Er verglich ihn hier mit einer reflektierenden Fledermaus und wünschte sich, ihm den Henkersdienst erweisen zu können:
Solle ich je imstande sein, ihm einen Liebesdienst zu erweisen, so werde ich ihn gewiss nicht lange zappeln lassen.